# Deuxième circonscription de Maine-et-Loire
La deuxième circonscription de Maine-et-Loire est l'une des 7 circonscriptions législatives françaises que compte le département de Maine-et-Loire (49) situé en région Pays de la Loire.

## Description géographique et démographique

### De 1958 à 1986
Le département avait six circonscriptions.
La deuxième circonscription de Maine-et-Loire était composée de :
- canton d'Angers-Sud-Est
- canton de Chalonnes-sur-Loire
- canton de Chemillé
- canton des Ponts-de-Cé
- canton de Saint-Florent-le-Vieil

Source : Journal Officiel du 14-15 Octobre 1958.

### Depuis 1988
La deuxième circonscription de Maine-et-Loire est délimitée par le découpage électoral de la loi no 86-1197 du 24 novembre 1986
, elle regroupe les divisions administratives suivantes :
- Canton d'Angers-Sud
- Canton d'Angers-Trélazé
- Canton de Chalonnes-sur-Loire
- Canton de Chemillé
- Canton des Ponts-de-Cé.

D'après le recensement général de la population en 1999, réalisé par l'Institut national de la statistique et des études économiques (INSEE), la population totale de cette circonscription est estimée à 116 008 habitants,.

## Historique des députations
| Législature | Début de mandat | Fin de mandat  | Député             | Parti politique | Observations |
| ----------- | --------------- | -------------- | ------------------ | --------------- | --- |
| Ire         | 9 décembre 1958 | 9 octobre 1962 | Jean Turc          | CNIP            | Mandat écourté à la suite d'une dissolution parlementaire décidée par Charles de Gaulle.                                                                       |
| IIe         | 6 décembre 1962 | 7 janvier 1963 | Jean Foyer         | UNR             | Remplacé à partir du 7 janvier 1963 par Jean Chalopin à la suite de sa nomination au gouvernement                                                              |
| IIe         | 7 janvier 1963  | 2 avril 1967   | Jean Chalopin      | UNR             | Remplacé à partir du 7 janvier 1963 par Jean Chalopin à la suite de sa nomination au gouvernement                                                              |
| IIIe        | 3 avril 1967    | 30 mai 1968    | Jean Foyer         | UDR             | Mandat écourté à la suite d'une dissolution parlementaire décidée par Charles de Gaulle.                                                                       |
| IVe         | 11 juillet 1968 | 7 août 1972    | Jean Foyer         | UDR             | Remplacé à partir du 7 août 1972 par Jean Chalopin à la suite de sa nomination au gouvernement                                                                 |
| IVe         | 7 août 1972     | 1er avril 1973 | Jean Chalopin      | UDR             | Remplacé à partir du 7 août 1972 par Jean Chalopin à la suite de sa nomination au gouvernement                                                                 |
| Ve          | 2 avril 1973    | 2 avril 1978   | Jean Foyer         | UDR             | |
| VIe         | 3 avril 1978    | 22 mai 1981    | Jean Foyer         | RPR             | Mandat écourté à la suite d'une dissolution parlementaire décidée par François Mitterrand.                                                                     |
| VIIe        | 2 juillet 1981  | 1er avril 1986 | Jean Foyer         | RPR             | |
| VIIIe       | 2 avril 1986    | 14 mai 1988    | Aucun              | Aucun           | Proportionnelle par département, pas de député par circonscription. Mandat écourté à la suite d'une dissolution parlementaire décidée par François Mitterrand. |
| IXe         | 23 juin 1988    | 1er avril 1993 | Hubert Grimault    | UDF             | |
| Xe          | 2 avril 1993    | 21 avril 1997  | Hubert Grimault,   | UDF,            | Mandat écourté à la suite d'une dissolution parlementaire décidée par Jacques Chirac.                                                                          |
| XIe         | 12 juin 1997    | 18 juin 2002   | Hubert Grimault    | UDF             | |
| XIIe        | 19 juin 2002    | 19 juin 2007   | Dominique Richard, | UMP,            | |
| XIIIe       | 20 juin 2007    | 19 juin 2012   | Marc Goua          | PS              | premier socialiste élu au scrutin uninominal dans le département                                                                                               |
| XIVe        | 26 juin 2012    | 20 juin 2017   | Marc Goua          | PS              | |
| XVe         | 27 juin 2017    | 21 juin 2022   | Stella Dupont      | REM             | |
| XVIe        | 28 juin 2022    | 9 juin 2024    | Stella Dupont      | REM             | Mandat écourté à la suite d'une dissolution parlementaire décidée par Emmanuel Macron.                                                                         |

## Historique des élections

### Élections de 1958
| Candidat       | Candidat           | Parti          | Premier tour | Premier tour | Second tour | Second tour |  |
| Candidat       | Candidat           | Parti          | Voix         | %            | Voix        | %           |  |
| -------------- | ------------------ | -------------- | ------------ | ------------ | ----------- | ----------- |  |
|                | Jean Turc élu      | CNIP           | 12 421       | 29,21        | 17 242      | 41,91       |  |
|                | Auguste Chupin     | MRP            | 8 807        | 20,71        | 7 799       | 18,96       |  |
|                | Hubert de Polignac | Modérés        | 8 081        | 19           | 6 972       | 16,95       |  |
|                | Pierre Maugeant    | SFIO           | 4 451        | 10,47        | 4 020       | 9,77        |  |
|                | Lucien Legué       | PCF            | 4 135        | 9,72         | 3 650       | 8,87        |  |
|                | Bernard Caillaud   | UFF            | 2 486        | 5,85         | Retrait     | Retrait     |  |
|                | Roger Bourasseau   | Extrême droite | 2 142        | 5,04         | 1 453       | 3,53        |  |
|                |                    |                |              |              |             |             |  |
| Inscrits       | Inscrits           | Inscrits       | 54 874       | 100,00       | 54 869      | 100,00      |  |
| Abstentions    | Abstentions        | Abstentions    | 10 954       | 19,96        | 12 885      | 23,48       |  |
| Votants        | Votants            | Votants        | 43 920       | 80,04        | 41 984      | 76,52       |  |
| Blancs et nuls | Blancs et nuls     | Blancs et nuls | 1 397        | 3,18         | 848         | 2,02        |  |
| Exprimés       | Exprimés           | Exprimés       | 42 523       | 96,82        | 41 136      | 97,98       |  |

Le suppléant de Jean Turc était Joseph Cocard, viticulteur, conseiller général du canton de Gennes.

### Élections de 1962
|                | Jean Foyer élu     | UNR-UDT        | 18 764 | 51,82  |  |  |  |
|                | Auguste Chupin     | MRP            | 5 397  | 14,91  |  |  |  |
|                | Jean Turc sortant  | CNIP           | 4 803  | 13,26  |  |  |  |
|                | Jean Bertholet     | PCF            | 3 620  | 10     |  |  |  |
|                | Germain Métivier   | SFIO           | 2 873  | 7,93   |  |  |  |
|                | Jean-Marie Delivre | UFF            | 752    | 2,08   |  |  |  |
|                |                    |                |        |        |  |  |  |
| Inscrits       | Inscrits           | Inscrits       | 55 381 | 100,00 |  |  |  |
| Abstentions    | Abstentions        | Abstentions    | 17 925 | 32,37  |  |  |  |
| Votants        | Votants            | Votants        | 37 456 | 67,63  |  |  |  |
| Blancs et nuls | Blancs et nuls     | Blancs et nuls | 1 247  | 3,33   |  |  |  |
| Exprimés       | Exprimés           | Exprimés       | 36 209 | 96,67  |  |  |  |

Le suppléant de Jean Foyer était le Docteur Jean Chalopin, maire de Chemillé. Jean Chalopin remplaça Jean Foyer, nommé membre du gouvernement, du 7 janvier 1963 au 2 avril 1967.

### Élections de 1967
|                | Jean Foyer sortant réélu | UD-Ve          | 25 654 | 55,97  |  |  |  |
|                | Hubert Grimault          | CD (PDM)       | 8 963  | 19,55  |  |  |  |
|                | Jean Bertholet           | PCF            | 7 006  | 15,29  |  |  |  |
|                | Marcel Reggui            | PSU            | 4 212  | 9,19   |  |  |  |
|                |                          |                |        |        |  |  |  |
| Inscrits       | Inscrits                 | Inscrits       | 55 585 | 100,00 |  |  |  |
| Abstentions    | Abstentions              | Abstentions    | 8 523  | 15,33  |  |  |  |
| Votants        | Votants                  | Votants        | 47 062 | 84,67  |  |  |  |
| Blancs et nuls | Blancs et nuls           | Blancs et nuls | 1 227  | 2,61   |  |  |  |
| Exprimés       | Exprimés                 | Exprimés       | 45 835 | 97,39  |  |  |  |

Le suppléant de Jean Foyer était le Docteur Jean Chalopin.

### Élections de 1968
|                | Jean Foyer sortant réélu | UDR (URP)      | 24 456 | 53,08  |  |  |  |
|                | Jean Turc                | CD (PDM)       | 10 708 | 23,24  |  |  |  |
|                | Jean Bertholet           | PCF            | 4 982  | 10,81  |  |  |  |
|                | Jean-Paul Brachet        | FGDS (CIR)     | 3 712  | 8,06   |  |  |  |
|                | Jean-Paul Jacquier       | PSU            | 2 218  | 4,81   |  |  |  |
|                |                          |                |        |        |  |  |  |
| Inscrits       | Inscrits                 | Inscrits       | 57 496 | 100,00 |  |  |  |
| Abstentions    | Abstentions              | Abstentions    | 10 672 | 18,56  |  |  |  |
| Votants        | Votants                  | Votants        | 46 824 | 81,44  |  |  |  |
| Blancs et nuls | Blancs et nuls           | Blancs et nuls | 748    | 1,6    |  |  |  |
| Exprimés       | Exprimés                 | Exprimés       | 46 076 | 98,4   |  |  |  |

Le suppléant de Jean Foyer était le Docteur Jean Chalopin. Jean Chalopin remplaça Jean Foyer, nommé membre du gouvernement, du 7 août 1972 au 1er avril 1973.

### Élections de 1973
| Candidat       | Candidat                 | Parti          | Premier tour | Premier tour | Second tour | Second tour |  |
| Candidat       | Candidat                 | Parti          | Voix         | %            | Voix        | %           |  |
| -------------- | ------------------------ | -------------- | ------------ | ------------ | ----------- | ----------- |  |
|                | Jean Foyer sortant réélu | UDR (URP)      | 24 085       | 48,25        | 25 935      | 52,83       |  |
|                | André Laumonier          | CD (MR)        | 9 622        | 19,28        | 8 251       | 16,81       |  |
|                | Jean-Paul Brachet        | PS (UGSD)      | 8 571        | 17,17        | 14 901      | 30,36       |  |
|                | Jean Bertholet           | PCF            | 6 230        | 12,48        | Retrait     | Retrait     |  |
|                | Jean-Marc Pujol          | LO             | 1 410        | 2,82         |             |             |  |
|                |                          |                |              |              |             |             |  |
| Inscrits       | Inscrits                 | Inscrits       | 61 649       | 100,00       | 61 617      | 100,00      |  |
| Abstentions    | Abstentions              | Abstentions    | 10 441       | 16,94        | 11 659      | 18,92       |  |
| Votants        | Votants                  | Votants        | 51 208       | 83,06        | 49 958      | 81,08       |  |
| Blancs et nuls | Blancs et nuls           | Blancs et nuls | 1 290        | 2,52         | 871         | 1,74        |  |
| Exprimés       | Exprimés                 | Exprimés       | 49 918       | 97,48        | 49 087      | 98,26       |  |

Le suppléant de Jean Foyer était le Docteur Jean Chalopin.

### Élections de 1978
|                | Jean Foyer sortant réélu | RPR            | 33 608 | 54,47  |  |  |  |
|                | Robert Robin             | PS             | 14 518 | 23,53  |  |  |  |
|                | Jean Bertholet           | PCF            | 8 077  | 13,09  |  |  |  |
|                | Didier Lenoir            | MDD            | 3 129  | 5,07   |  |  |  |
|                | Johann Chateigner        | LO             | 1 521  | 2,47   |  |  |  |
|                | Michel Métivier          | UOPDP          | 548    | 0,89   |  |  |  |
|                | Nicolas Lucas            | NAR            | 298    | 0,48   |  |  |  |
|                |                          |                |        |        |  |  |  |
| Inscrits       | Inscrits                 | Inscrits       | 74 238 | 100,00 |  |  |  |
| Abstentions    | Abstentions              | Abstentions    | 10 836 | 14,6   |  |  |  |
| Votants        | Votants                  | Votants        | 63 402 | 85,4   |  |  |  |
| Blancs et nuls | Blancs et nuls           | Blancs et nuls | 1 703  | 2,69   |  |  |  |
| Exprimés       | Exprimés                 | Exprimés       | 61 699 | 97,31  |  |  |  |

Le suppléant de Jean Foyer était le Docteur Jean Chalopin.

### Élections de 1981
|                | Jean Foyer sortant réélu | RPR (UNM)           | 30 031 | 53,53  |  |  |  |
|                | Robert Robin             | PS                  | 20 839 | 37,14  |  |  |  |
|                | Jean Bertholet           | PCF                 | 4 735  | 8,44   |  |  |  |
|                | Denis Crespe             | Divers gauche (PGN) | 496    | 0,88   |  |  |  |
|                |                          |                     |        |        |  |  |  |
| Inscrits       | Inscrits                 | Inscrits            | 78 721 | 100,00 |  |  |  |
| Abstentions    | Abstentions              | Abstentions         | 21 527 | 27,35  |  |  |  |
| Votants        | Votants                  | Votants             | 57 194 | 72,65  |  |  |  |
| Blancs et nuls | Blancs et nuls           | Blancs et nuls      | 1 093  | 1,91   |  |  |  |
| Exprimés       | Exprimés                 | Exprimés            | 56 101 | 98,09  |  |  |  |

Le suppléant de Jean Foyer était le Docteur Jean Chalopin.

### Élections de 1988
| Candidat       | Candidat            | Parti           | Premier tour | Premier tour | Second tour | Second tour |  |
| Candidat       | Candidat            | Parti           | Voix         | %            | Voix        | %           |  |
| -------------- | ------------------- | --------------- | ------------ | ------------ | ----------- | ----------- |  |
|                | Hubert Grimault élu | UDF (CDS) (URC) | 21 922       | 48,01        | 25 597      | 53,19       |  |
|                | Françoise Antonini  | PS              | 16 394       | 35,9         | 22 528      | 46,81       |  |
|                | Jean Bertholet      | PCF             | 4 466        | 9,78         |             |             |  |
|                | Roger Thiébault     | FN              | 2 879        | 6,31         |             |             |  |
|                |                     |                 |              |              |             |             |  |
| Inscrits       | Inscrits            | Inscrits        | 70 736       | 100,00       | 70 735      | 100,00      |  |
| Abstentions    | Abstentions         | Abstentions     | 23 958       | 33,87        | 21 556      | 30,47       |  |
| Votants        | Votants             | Votants         | 46 778       | 66,13        | 49 179      | 69,53       |  |
| Blancs et nuls | Blancs et nuls      | Blancs et nuls  | 1 117        | 2,39         | 1 054       | 2,14        |  |
| Exprimés       | Exprimés            | Exprimés        | 45 661       | 97,61        | 48 125      | 97,86       |  |

Le suppléant d'Hubert Grimault était Guy Poirier, médecin, Vice-Président du Conseil général, maire des Ponts-de-Cé.

### Élections de 1993
| Candidat       | Candidat                      | Parti                 | Premier tour | Premier tour | Second tour | Second tour |  |
| Candidat       | Candidat                      | Parti                 | Voix         | %            | Voix        | %           |  |
| -------------- | ----------------------------- | --------------------- | ------------ | ------------ | ----------- | ----------- |  |
|                | Hubert Grimault sortant réélu | UDF (CDS)             | 23 250       | 47,41        | 28 845      | 64,07       |  |
|                | Jean-Claude Boyer             | PS (ADFP)             | 6 996        | 14,26        | 16 175      | 35,93       |  |
|                | Jean Quélennec                | FN                    | 4 752        | 9,69         |             |             |  |
|                | Philippe Bodard               | GÉ (EÉ)               | 4 689        | 9,56         |             |             |  |
|                | Jean Bertholet                | PCF                   | 3 593        | 7,33         |             |             |  |
|                | Thérèse Goueslard             | LT-LNÉ                | 1 620        | 3,3          |             |             |  |
|                | Philippe Lebrun               | LO                    | 1 131        | 2,31         |             |             |  |
|                | Didier Brémaud                | Extrême gauche (MPPT) | 1 095        | 2,23         |             |             |  |
|                | Alain Dubois                  | CNIP                  | 1 083        | 2,21         |             |             |  |
|                | Jacques Godin                 | SÉGA                  | 835          | 1,7          |             |             |  |
|                |                               |                       |              |              |             |             |  |
| Inscrits       | Inscrits                      | Inscrits              | 74 626       | 100,00       | 74 626      | 100,00      |  |
| Abstentions    | Abstentions                   | Abstentions           | 21 875       | 29,31        | 25 687      | 34,42       |  |
| Votants        | Votants                       | Votants               | 52 751       | 70,69        | 48 939      | 65,58       |  |
| Blancs et nuls | Blancs et nuls                | Blancs et nuls        | 3 707        | 7,03         | 3 919       | 8,01        |  |
| Exprimés       | Exprimés                      | Exprimés              | 49 044       | 92,97        | 45 020      | 91,99       |  |

Le suppléant d'Hubert Grimault était Guy Poirier.

### Élections de 1997
| Candidat       | Candidat                      | Parti             | Premier tour | Premier tour | Second tour | Second tour |  |
| Candidat       | Candidat                      | Parti             | Voix         | %            | Voix        | %           |  |
| -------------- | ----------------------------- | ----------------- | ------------ | ------------ | ----------- | ----------- |  |
|                | Hubert Grimault sortant réélu | UDF (FD)          | 17 516       | 35,66        | 26 270      | 51,75       |  |
|                | Jean-Claude Boyer             | PS                | 12 049       | 24,53        | 24 495      | 48,25       |  |
|                | Jean Quélennec                | FN                | 4 972        | 10,12        |             |             |  |
|                | Jean-Claude Gazeau            | PCF               | 3 515        | 7,16         |             |             |  |
|                | François Leduc                | LDI (MPF)         | 2 540        | 5,17         |             |             |  |
|                | Olivier Bulard                | Les Verts         | 2 147        | 4,37         |             |             |  |
|                | Philippe Lebrun               | LO                | 1 875        | 3,82         |             |             |  |
|                | Jacqueline Lecomte            | GÉ                | 1 238        | 2,52         |             |             |  |
|                | Nicolas Douaneau              | Divers écologiste | 914          | 1,86         |             |             |  |
|                | Michel Novotny                | US4J              | 769          | 1,57         |             |             |  |
|                | Éric du Petit-Thouars         | Divers            | 597          | 1,22         |             |             |  |
|                | Louis-Frédéric Dabouis        | LCR               | 495          | 1,01         |             |             |  |
|                | Daniel Salé                   | MDC               | 491          | 1            |             |             |  |
|                |                               |                   |              |              |             |             |  |
| Inscrits       | Inscrits                      | Inscrits          | 75 721       | 100,00       | 75 718      | 100,00      |  |
| Abstentions    | Abstentions                   | Abstentions       | 22 910       | 30,26        | 21 562      | 28,48       |  |
| Votants        | Votants                       | Votants           | 52 811       | 69,74        | 54 156      | 71,52       |  |
| Blancs et nuls | Blancs et nuls                | Blancs et nuls    | 3 693        | 6,99         | 3 391       | 6,26        |  |
| Exprimés       | Exprimés                      | Exprimés          | 49 118       | 93,01        | 50 765      | 93,74       |  |

Le suppléant de Hubert Grimault était Dominique Richard, directeur de la communication, d'Angers.

### Élections de 2002
| Candidat       | Candidat                      | Parti                      | Premier tour | Premier tour | Second tour | Second tour |  |
| Candidat       | Candidat                      | Parti                      | Voix         | %            | Voix        | %           |  |
| -------------- | ----------------------------- | -------------------------- | ------------ | ------------ | ----------- | ----------- |  |
|                | Dominique Richard élu         | UMP                        | 15 646       | 30,34        | 25 248      | 52,9        |  |
|                | Marc Goua                     | PS                         | 14 713       | 28,53        | 22 483      | 47,1        |  |
|                | Frédéric Laureti              | Divers droite (Maj. prés.) | 8 346        | 16,19        |             |             |  |
|                | Jean-Claude Gazeau            | FN                         | 2 994        | 5,81         |             |             |  |
|                | Lise Neveux-Couédy            | Les Verts                  | 1 620        | 3,14         |             |             |  |
|                | Philippe Denis                | PCF                        | 1 531        | 2,97         |             |             |  |
|                | Pierre-Marc Dufraisse-Rochard | MPF                        | 961          | 1,86         |             |             |  |
|                | Philippe Lebrun               | LO                         | 955          | 1,85         |             |             |  |
|                | Marc Ruel                     | LCR                        | 941          | 1,82         |             |             |  |
|                | Dominique Barbier             | PT                         | 708          | 1,37         |             |             |  |
|                | Maryse Chrétien               | Pôle républicain           | 677          | 1,31         |             |             |  |
|                | Chadia Arab                   | Divers gauche              | 672          | 1,3          |             |             |  |
|                | Jean Quélennec                | MNR                        | 596          | 1,16         |             |             |  |
|                | Patricia Chauvin              | LT-LNÉ                     | 581          | 1,13         |             |             |  |
|                | Marc Faivet                   | MÉI                        | 365          | 0,71         |             |             |  |
|                | Bruno Paumard                 | GÉ                         | 168          | 0,33         |             |             |  |
|                | Arlette Hingot                | Divers                     | 90           | 0,17         |             |             |  |
|                |                               |                            |              |              |             |             |  |
| Inscrits       | Inscrits                      | Inscrits                   | 80 043       | 100,00       | 80 042      | 100,00      |  |
| Abstentions    | Abstentions                   | Abstentions                | 26 905       | 33,61        | 30 416      | 38          |  |
| Votants        | Votants                       | Votants                    | 53 138       | 66,39        | 49 626      | 62          |  |
| Blancs et nuls | Blancs et nuls                | Blancs et nuls             | 1 574        | 2,96         | 1 895       | 3,82        |  |
| Exprimés       | Exprimés                      | Exprimés                   | 51 564       | 97,04        | 47 731      | 96,18       |  |

Le suppléant de Dominique Richard était Dominique Bordereau, Vice-Président du conseil général, conseiller général du canton de Chalonnes-sur-Loire, maire de Chalonnes-sur-Loire, directeur de maison familiale.

### Élections de 2007
| Candidat       | Candidat                    | Parti          | Premier tour | Premier tour | Second tour | Second tour |  |
| Candidat       | Candidat                    | Parti          | Voix         | %            | Voix        | %           |  |
| -------------- | --------------------------- | -------------- | ------------ | ------------ | ----------- | ----------- |  |
|                | Dominique Richard sortant   | UMP            | 21 375       | 41,39        | 24 363      | 47,88       |  |
|                | Marc Goua élu               | PS             | 16 228       | 31,42        | 26 517      | 52,12       |  |
|                | Bernardette Caillard-Humeau | UDF–MoDem      | 5 438        | 10,53        |             |             |  |
|                | Vincent Dulong              | Les Verts      | 1 732        | 3,35         |             |             |  |
|                | Nathalie Juigner            | LCR            | 1 407        | 2,72         |             |             |  |
|                | Danielle Gentet             | FN             | 1 078        | 2,09         |             |             |  |
|                | Philippe Denis              | PCF            | 949          | 1,84         |             |             |  |
|                | Catherine Boulard           | MPF            | 882          | 1,71         |             |             |  |
|                | Patrice Silvestre           | Divers         | 590          | 1,14         |             |             |  |
|                | Dominique Barbier           | PT             | 583          | 1,13         |             |             |  |
|                | Philippe Lebrun             | LO             | 582          | 1,13         |             |             |  |
|                | Bernard Portzert            | LT-LNÉ         | 555          | 1,07         |             |             |  |
|                | Jean-Marc Guimon            | MNR            | 246          | 0,48         |             |             |  |
|                |                             |                |              |              |             |             |  |
| Inscrits       | Inscrits                    | Inscrits       | 85 505       | 100,00       | 85 508      | 100,00      |  |
| Abstentions    | Abstentions                 | Abstentions    | 32 787       | 38,35        | 33 320      | 38,97       |  |
| Votants        | Votants                     | Votants        | 52 718       | 61,65        | 52 188      | 61,03       |  |
| Blancs et nuls | Blancs et nuls              | Blancs et nuls | 1 073        | 2,04         | 1 308       | 2,51        |  |
| Exprimés       | Exprimés                    | Exprimés       | 51 645       | 97,96        | 50 880      | 97,49       |  |

### Élections de 2012
| Candidat       | Candidat                 | Parti          | Premier tour | Premier tour | Second tour | Second tour |  |
| Candidat       | Candidat                 | Parti          | Voix         | %            | Voix        | %           |  |
| -------------- | ------------------------ | -------------- | ------------ | ------------ | ----------- | ----------- |  |
|                | Marc Goua sortant réélu  | PS             | 24 732       | 48,97        | 29 859      | 62,80       |  |
|                | Maxence Henry            | PCD (UMP)      | 12 187       | 24,13        | 17 686      | 37,20       |  |
|                | Michel Schaeffer         | RBM (FN)       | 4 542        | 8,99         |             |             |  |
|                | Bruno Baron              | EÉLV           | 2 229        | 4,41         |             |             |  |
|                | Boris Battais            | FG (PCF)       | 2 107        | 4,17         |             |             |  |
|                | François Cailleau        | CpF (MoDem)    | 2 073        | 4,10         |             |             |  |
|                | Katarzyna Barska-Alibert | NC             | 679          | 1,34         |             |             |  |
|                | Jacques Diamanti         | DLR            | 651          | 1,29         |             |             |  |
|                | Odile Picquet            | AC             | 378          | 0,75         |             |             |  |
|                | Philippe Lebrun          | LO             | 331          | 0,66         |             |             |  |
|                | Dominique Barbier        | POI            | 286          | 0,57         |             |             |  |
|                | Danièle Duchemin         | NPA            | 257          | 0,51         |             |             |  |
|                | Charles-Olivier Oudin    | AR             | 55           | 0,11         |             |             |  |
|                |                          |                |              |              |             |             |  |
| Inscrits       | Inscrits                 | Inscrits       | 87 424       | 100,00       | 87 426      | 100,00      |  |
| Abstentions    | Abstentions              | Abstentions    | 35 895       | 41,06        | 38 526      | 44,07       |  |
| Votants        | Votants                  | Votants        | 51 529       | 58,94        | 48 900      | 55,93       |  |
| Blancs et nuls | Blancs et nuls           | Blancs et nuls | 1 022        | 1,98         | 1 355       | 2,77        |  |
| Exprimés       | Exprimés                 | Exprimés       | 50 507       | 98,02        | 47 545      | 97,23       |  |

### Élections de 2017
Les élections législatives françaises de 2017 ont eu lieu les dimanches 11 et 18 juin 2017.
| Candidat                                | Candidat                | Parti       | Premier tour | Premier tour | Second tour | Second tour |
| Candidat                                | Candidat                | Parti       | Voix         | %            | Voix        | %           |
| --------------------------------------- | ----------------------- | ----------- | ------------ | ------------ | ----------- | ----------- |
|                                         | Stella Dupont*          | LREM        | 21 473       | 45,93        | 24 313      | 69,09       |
|                                         | Maxence Henry           | LR          | 5 651        | 12,09        | 10 875      | 30,91       |
|                                         | Tiphaine Prier          | FI          | 5 257        | 11,24        |             |             |
|                                         | Valentin Belhadjali     | FN          | 2 974        | 6,36         |             |             |
|                                         | Romain Dolais           | EELV        | 2 510        | 5,37         |             |             |
|                                         | Laurent Damour          | UDI         | 1 996        | 4,27         |             |             |
|                                         | Florence Raymond Augier | PS          | 1 582        | 3,38         |             |             |
|                                         | Abde-Rahmène Azzouzi    | DVG         | 1 407        | 3,01         |             |             |
|                                         | Alain Pagano            | PCF         | 1 048        | 2,24         |             |             |
|                                         | Jean-Baptiste Rouleau   | DLF         | 1 025        | 2,19         |             |             |
|                                         | Guillaume Depraz        | DIV         | 650          | 1,39         |             |             |
|                                         | Isabelle Depoorter      | PA          | 434          | 0,93         |             |             |
|                                         | Henri Jeanvoine         | UPR         | 382          | 0,82         |             |             |
|                                         | Philippe Lebrun         | LO          | 364          | 0,78         |             |             |
|                                         |                         |             |              |              |             |             |
| Inscrits                                | Inscrits                | Inscrits    | 90 330       | 100,00       | 90 325      | 100,00      |
| Abstentions                             | Abstentions             | Abstentions | 42 493       | 47,04        | 50 957      | 56,42       |
| Votants                                 | Votants                 | Votants     | 47 837       | 52,96        | 39 368      | 43,58       |
| Blancs                                  | Blancs                  | Blancs      | 799          | 1,67         | 3 077       | 7,82        |
| Nuls                                    | Nuls                    | Nuls        | 285          | 0,60         | 1 103       | 2,80        |
| Exprimés                                | Exprimés                | Exprimés    | 46 753       | 97,73        | 35 188      | 89,38       |
| * suppléant : Marc Goua, député sortant |                         |             |              |              |             |             |

### Élections de 2022
| Résultats des élections législatives des 12 et 19 juin 2022 de la 2e circonscription du Maine-et-Loire |                          |                          |                          |              |              |             |             |
| Candidat                                                                                               | Candidat                 | Parti et coalition       | Nuance                   | Premier tour | Premier tour | Second tour | Second tour |
| Candidat                                                                                               | Candidat                 | Parti et coalition       | Nuance                   | Voix         | %            | Voix        | %           |
| | Stella Dupont            | LREM (ENS)               | ENS                      | 18 538       | 39,72        | 25 005      | 56,76       |
| | Caroline Bessat          | LFI (NUPES)              | FI                       | 13 659       | 29,27        | 19 050      | 43,24       |
| | Anne-Sophie Le Menac'h   | RN                       | RN                       | 5 735        | 12,29        |             |             |
| | Inès Henno               | UDI (UDC)                | UDI                      | 2 833        | 6,07         |             |             |
| | Jean-Charles Baudoin     | EAC                      | ECO                      | 1 723        | 3,69         |             |             |
| | Aurélie Grenier          | REC                      | REC                      | 1 647        | 3,53         |             |             |
| | Miguel Lys               | RES                      | DIV                      | 627          | 1,34         |             |             |
| | Blandine Granier         | PVB                      | DIV                      | 583          | 1,25         |             |             |
| | Philippe Lebrun          | LO                       | DXG                      | 569          | 1,22         |             |             |
| | Fabrice Le Sourd         | LP (UPF)                 | DSV                      | 543          | 1,16         |             |             |
| | Simon Moulin             | PPLD                     | ECO                      | 209          | 0,45         |             |             |
| |                          |                          |                          |              |              |             |             |
| Votes valides                                                                                          | Votes valides            | Votes valides            | Votes valides            | 46 666       | 97,73        | 44 055      | 93,91       |
| Votes blancs                                                                                           | Votes blancs             | Votes blancs             | Votes blancs             | 812          | 1,70         | 2 000       | 4,26        |
| Votes nuls                                                                                             | Votes nuls               | Votes nuls               | Votes nuls               | 270          | 0,57         | 857         | 1,83        |
| Total                                                                                                  | Total                    | Total                    | Total                    | 47 748       | 100          | 46 912      | 100         |
| Abstention                                                                                             | Abstention               | Abstention               | Abstention               | 46 268       | 49,21        | 47 123      | 50,11       |
| Inscrits / participation                                                                               | Inscrits / participation | Inscrits / participation | Inscrits / participation | 94 016       | 50,79        | 94 035      | 49,89       |

### Élections de 2024
| Candidat                 | Candidat                 | Parti et coalition       | Nuance                   | Premier tour | Premier tour | Second tour | Second tour |
| Candidat                 | Candidat                 | Parti et coalition       | Nuance                   | Voix         | %            | Voix        | %           |
| ------------------------ | ------------------------ | ------------------------ | ------------------------ | ------------ | ------------ | ----------- | ----------- |
|                          | Stella Dupont sortante   | EC (ENS)                 | ENS                      | 21 761       | 33,10        | 30 214      | 45,89       |
|                          | Léo Métayer              | LFI (NFP)                | UG                       | 18 621       | 28,32        | 18 315      | 27,81       |
|                          | Thomas Brisseau          | RN                       | RN                       | 15 945       | 24,25        | 17 317      | 26,30       |
|                          | Benoît Triot             | LR (UDC)                 | LR                       | 5 864        | 8,92         |             |             |
|                          | Bertrand Salquain        | HOR diss.                | DVC                      | 2 719        | 4,14         |             |             |
|                          | Philippe Lebrun          | LO                       | EXG                      | 834          | 1,27         |             |             |
|                          |                          |                          |                          |              |              |             |             |
| Votes valides            | Votes valides            | Votes valides            | Votes valides            | 65 744       | 97,24        | 65 846      | 97,01       |
| Votes blancs             | Votes blancs             | Votes blancs             | Votes blancs             | 1 325        | 1,96         | 1 540       | 2,27        |
| Votes nuls               | Votes nuls               | Votes nuls               | Votes nuls               | 544          | 0,80         | 490         | 0,72        |
| Total                    | Total                    | Total                    | Total                    | 67 613       | 100          | 67 876      | 100         |
| Abstention               | Abstention               | Abstention               | Abstention               | 27 970       | 29,26        | 27 727      | 29,00       |
| Inscrits / participation | Inscrits / participation | Inscrits / participation | Inscrits / participation | 95 583       | 70,74        | 95 603      | 71,00       |

#### Département de Maine-et-Loire
- La fiche de l'INSEE de cette circonscription : « Tableaux et Analyses de la deuxième circonscription de Maine-et-Loire », sur insee.fr, site de l'Institut national de la statistique et des études économiques (consulté le 10 juin 2007) [PDF]
- « Tous les députés du département de Maine-et-Loire depuis 1789 », sur assemblee-nationale.fr, site de l'Assemblée nationale française (consulté le 10 juin 2007)
- « Informations contentieuses sur le département de Maine-et-Loire (Élections législatives de 2002) »(Archive.org • Wikiwix • Archive.is • Google • Que faire ?), sur conseil-constitutionnel.fr, site du Conseil constitutionnel (consulté le 13 juin 2007)

#### Circonscriptions en France
- « Carte des circonscriptions législatives en France », sur assemblee-nationale.fr, site de l'Assemblée nationale française (consulté le 10 juin 2007)
- « Résultats électoraux officiels en France »(Archive.org • Wikiwix • Archive.is • Google • Que faire ?), sur interieur.gouv.fr, site du ministère de l'Intérieur (France) (consulté le 13 juin 2007)
- Description et Atlas des circonscriptions électorales de France sur http://www.atlaspol.com, Atlaspol, site de cartographie géopolitique, consulté le 13 juin 2007.